# Ashley Cooper
Ashley John Cooper, avstralski tenisač, * 15. september 1936, Melbourne, Avstralija, † 22. maj 2020.
Ashley Cooper se je v posamični konkurenci šestkrat uvrstil v finale turnirjev za Grand Slam, osvojil je Prvenstvo Avstralije v letih 1957 in 1958, Prvenstvo Anglije leta 1958 in Nacionalno prvenstvo ZDA tudi leta 1958. Na turnirjih za Amatersko prvenstvo Francije se je najdlje uvrstil v polfinale leta 1958. V konkurenci moških dvojic se je sedemkrat uvrstil v finale turnirjev za Grand Slam, dvakrat je osvojil Amatersko prvenstvo Francije ter po enkrat Nacionalno prvenstvo ZDA in Prvenstvo Avstralije. Leta 1957 je bil član zmagovite avstralske reprezentance na Davisovem pokalu. Leta 1991 je bil sprejet v Mednarodni teniški hram slavnih.

## Finali Grand Slamov

### Posamično (6)

#### Zmage (4)
| Leto | Turnir                   | Nasprotnik v finalu | Rezultat finala          |
| 1957 | Prvenstvo Avstralije     | Neale Fraser        | 6–3, 9–11, 6–4, 6–2      |
| 1958 | Prvenstvo Avstralije (2) | Malcolm Anderson    | 7–5, 6–3, 6–4            |
| 1958 | Prvenstvo Anglije        | Neale Fraser        | 3–6, 6–3, 6–4, 13–11     |
| 1958 | Nacionalno prvenstvo ZDA | Malcolm Anderson    | 6–2, 3–6, 4–6, 10–8, 8–6 |

#### Porazi (2)
| Leto | Turnir                   | Nasprotnik v finalu | Rezultat finala |
| 1957 | Prvenstvo Anglije        | Lew Hoad            | 2–6, 1–6, 2–6   |
| 1957 | Nacionalno prvenstvo ZDA | Malcolm Anderson    | 8–10, 5–7, 4–6  |

### Moške dvojice (7)

#### Zmage (4)
| Leto | Turnir                       | Partner          | Nasprotnika v finalu       | Rezultat finala         |
| 1957 | Amatersko prvenstvo Francije | Malcolm Anderson | Don Candy Mervyn Rose      | 6–3, 6–0, 6–3           |
| 1957 | Nacionalno prvenstvo ZDA     | Neale Fraser     | Gardnar Mulloy Budge Patty | 4–6, 6–3, 9–7, 6–3      |
| 1958 | Prvenstvo Avstralije         | Neale Fraser     | Roy Emerson Robert Mark    | 7–5, 6–8, 3–6, 6–3, 7–5 |
| 1958 | Amatersko prvenstvo Francije | Neale Fraser     | Robert Howe Abe Segal      | 3–6, 8–6, 6–3, 7–5      |

#### Porazi (3)
| Leto | Turnir                       | Partner          | Nasprotnika v finalu      | Rezultat finala |
| 1956 | Amatersko prvenstvo Francije | Lew Hoad         | Don Candy Robert Perry    | 5–7, 3–6, 3–6   |
| 1957 | Prvenstvo Avstralije         | Malcolm Anderson | Lew Hoad Neale Fraser     | 3–6, 6–8, 4–6   |
| 1958 | Prvenstvo Anglije            | Neale Fraser     | Sven Davidson Ulf Schmidt | 4–6, 4–6, 6–8   |